# Bassalia Sakanoko
Bassalia Sakanoko (3 juni 1985) is een Ivoriaans voetbalspeler die sinds 2011 uitkomt voor Géants Athois. Zijn positie is aanvaller.
Sakanoko kwam eerder uit voor onder andere KV Oostende en Excelsior Moeskroen. Hij trad met Moeskroen 21 keer aan in de Jupiler Pro League. In het seizoen 2009-2010 scoorde hij meteen in zijn debuutwedstrijd bij OH Leuven op het veld van voormalig eersteklasser RAEC Mons.